# Віленська єпархія РПЦ
Віленська і Литовська єпархія (лит. Vilniaus ir Lietuvos vyskupija) — єпархія Російської православної церкви, яка об'єднує парафії й монастирі у межах Литви, з центром у Вільнюсі.
Станом на кінець 2022 року у епархії діють 52 парафії й два монастирі. Служби правлять 63 священники.
Кафедральний собор — Пречистенський у Вільнюсі.
Від 24 грудня 2010 року правлячим архієреєм є митрополит (до 20 листопада 2016 року — архієпископ) Віленський й Литовський Інокентій (Васильєв).

## Історія
Від XIV до XVII століть православні Великого князівства Литовського належали Київської митрополії Вселенського Патріархату. У 1686 через симонію Вселенський патріарх Діонісій IV (який пізніше через це отримав анафему) видав Синодальний лист, яким у порядку ікономії, обраного собором духовенства та вірян його єпархії, надавав право ординації Київського митрополита Московському патріарху. Згодом поступово в Литві не залишилося єпархій або парафій, підпорядкованих Вселенському Патріархату.
1839 року в Російській імперії було засновано Литовську єпархію РПЦ.У 1924—1939 р. православні Вільнюського краю були в юрисдикції Польської Автокефальної Православної Церкви, 1939 р. після радянської окупації повернуті до Вільнюської єпархії РПЦ. До 2022 р. ця єпархія залишалася єдиною православною структурою в Литві.
Після російського вторгнення в Україну в лютому 2022 року московський патріарх Кирил позбавив сану п'ятьох священників, які висловилися проти позиції Московського патріарха. Вони, скориставшись «закликом», звернулися до Вселенського Патріархату, який виправдав їх і відновив у сані священників у лютому 2023 року. У березні 2023 року Патріарх Варфоломій здійснив офіційний візит до Литви. Під час нього Патріарх зустрівся з п'ятьма відновленими священиками та підписав угоду з урядом Литви, яка передбачала створення в країні церковної юрисдикції підпорядкованої Вселенському Патріархату.
Після цього ієромонах Естонської Православної Церкви Юстинос Ківілу був призначений Екзархом Вселенського Патріархату в Литві, який звершив першу Божественну Літургію у Вільнюсі в день Богоявлення, 6 січня 2024 року. У лютому 2024 року уряд Литви постановив, що Литовський екзархат відповідає вимогам для реєстрації в Реєстрі юридичних осіб як одна з дев'яти традиційних релігійних громад країни.